# Michael Blaudzun
Michael Blaudzun (Herning, 30 d'abril de 1973) és un ciclista danès, que fou professional entre 1995 i 2008.
En el seu palmarès destaquen tres campionats de Dinamarca en contrarellotge (2001, 2003 i 2005) i dos campionats nacionals en ruta (1994 i 2004).
És fill de també ciclista i medallista olímpic Verner Blaudzun.

## Palmarès
- 1994
  -  Campió de Dinamarca de ciclisme en ruta
- 1996
  - 1r a la Volta a Suècia
  - Vencedor d'una etapa de la Volta a Renània-Palatinat
- 1999
  - 1r al Herald Sun Tour i vencedor d'una etapa
- 2001
  -  Campió de Dinamarca en contrarellotge
  - 1r a la Volta a Hessen
- 2003
  -  Campió de Dinamarca en contrarellotge
- 2004
  -  Campió de Dinamarca de ciclisme en ruta
- 2005
  -  Campió de Dinamarca en contrarellotge
  - 1r al Gran Premi Herning
  - 1r al Gran Premi Ister - Granum

### Resultats al Tour de França
- 2000. Abandona
- 2001. 84è de la classificació general
- 2003. 45è de la classificació general

### Resultats a la Volta a Espanya
- 2007. No surt (14a etapa)
- 2008. 82è de la classificació general

### Resultats al Giro d'Itàlia
- 2005. 73è de la classificació general
- 2006. 96è de la classificació general
- 2007. Abandona (8a etapa)
- 2008. 62è de la classificació general